# Théorème d'Erdős-Kac
Pour les articles homonymes, voir Théorème d'Erdős.
Le théorème d'Erdős-Kac en théorie des nombres est un exemple d'étude de la convergence faible de fréquences des fonctions additives, et est considéré comme fondamental en théorie probabiliste des nombres. Ce résultat est lié à la fonction ω(n) qui désigne le nombre de facteurs premiers distincts dans la décomposition en produit de facteurs premiers de n (comptés sans leurs multiplicités). Il a été obtenu par Paul Erdős et Mark Kac en 1939. En 1958, Alfréd Rényi et Pál Turán ont donné une version explicite du terme d'erreur.
L'énoncé est le suivant. Pour tout réel λ, on a :
{\displaystyle \lim _{x\to +\infty }{\frac {1}{x}}\left|\left\{n\leq x~|~\omega (n)\leq \ln \ln x+\lambda {\sqrt {\ln \ln x}}\right\}\right|={\frac {1}{\sqrt {2\pi }}}\int _{-\infty }^{\lambda }e^{-t^{2}/2}~\mathrm {d} t.}

## Répartition de ω(n) et loi gaussienne
Rappel : ω(n) est le nombre de facteurs premiers distincts d'un entier naturel non nul n.
En 1939, Paul Erdös rencontre Marc Kac, mathématicien d'origine polonaise persuadé que le théorème de Hardy-Ramanujan (datant de 1917, et souvent considéré comme fondateur de la théorie probabiliste des nombres) cache en fait une loi gaussienne.
Voici les données de répartition de ω(n) :

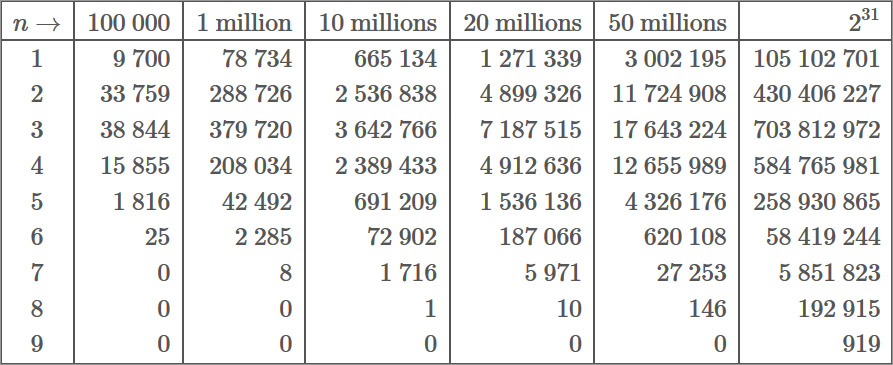

En représentant graphiquement ces données, il est clair que la distribution de ω prend l'allure de la fameuse courbe en cloche :

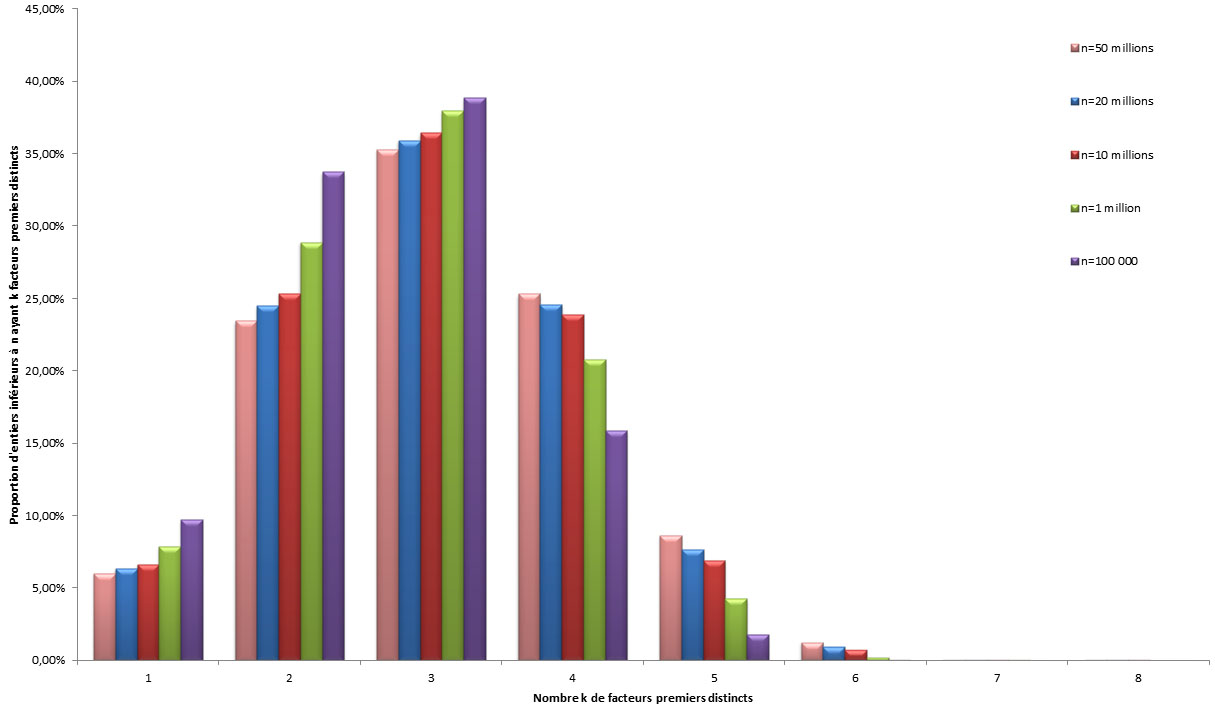

## Note et référence
1. ↑  (en) Paul Erdős et Mark Kac, « On the Gaussian law of errors in the theory of additive functions », Proc. N. A. S., vol. 25,‎ 1939, p. 206-207 (lire en ligne)
2. ↑  (en) Paul Erdős et Mark Kac, « On the Gaussian law of errors in the theory of additive number theoretic functions », Amer. J. Math., vol. 62,‎ 1940, p. 738–742 (lire en ligne) (MR2, 42c ; Zentralblatt 24, 102).
3. 1 2  « Théorie probabiliste des nombres : les théorèmes fondateurs »